# Sellíon
Sellíon (Selli, Seli) är en ort i Grekland.   Den ligger i prefekturen Nomós Rethýmnis och regionen Kreta, i den sydöstra delen av landet, 300 km söder om huvudstaden Aten. Sellíon ligger 497 meter över havet och antalet invånare är 110.
Terrängen runt Sellíon är kuperad. Runt Sellíon är det glesbefolkat, med 20 invånare per kvadratkilometer. Närmaste större samhälle är Rethymnon, 9,5 km norr om Sellíon. Trakten runt Sellíon består till största delen av jordbruksmark.